# FMC Technologies
För andra betydelser, se FMC.
FMC Technologies, Inc. var ett amerikanskt multinationellt verkstadsföretag som tillverkade bland annat anläggningar och utrustningar för offshoreverksamhet åt företag inom energi- och petroleumindustrin. Historiskt hade de även utvecklat och tillverkat maskiner och utrustning för livsmedelsindustrin och flygplatser.
Företaget grundades den 31 december 2001 efter att ha blivit avknoppad från FMC Corporation. Företaget blev börsnoterad och aktierna började handlas på New York Stock Exchange (NYSE). År 2008 knoppade FMC av sina verksamheter som arbetade mot just livsmedelsindustrin och flygplatser till ett nytt fristående företag och det fick namnet JBT. Den 17 januari 2017 blev FMC Technologies fusionerad med franska Technip för omkring 13 miljarder amerikanska dollar. Det nya företaget fick namnet Technip FMC.